# Campionato Europeo Velocità 2019

## Stagione

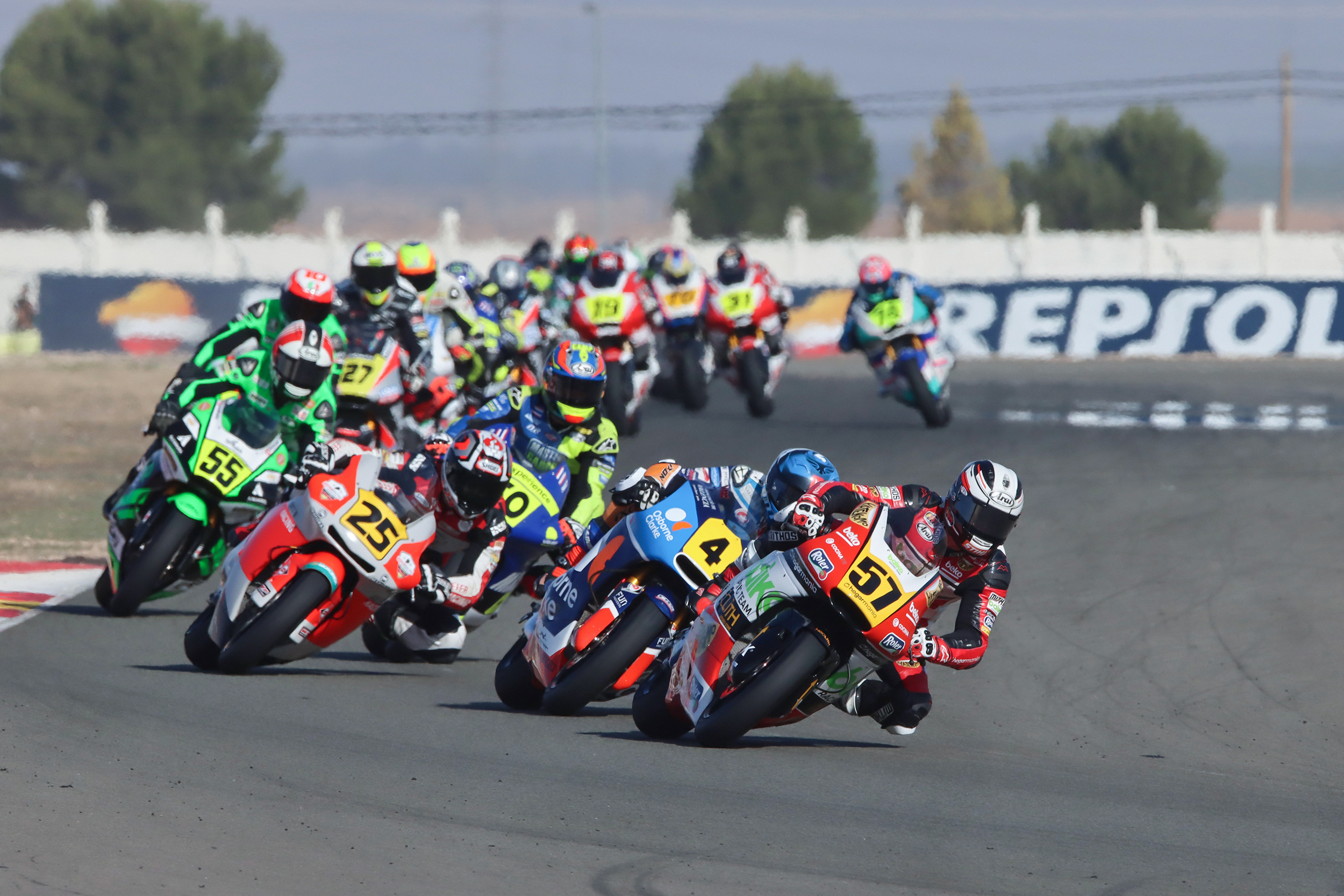
Edgar Pons guida la gara ad Albacete.

La Moto2, in questa annata, è l'unica categoria ad assegnare il titolo europeo (nel motociclismo su pista) con la soppressione dell'europeo Stock 1000 alla fine del 2018. Il campionato inizia il 7 aprile in Portogallo con la doppia prova dell'Estoril. In questo fine settimana il pilota finlandese Niki Tuuli, grazie a una vittoria e un secondo posto, si porta in testa al campionato. Dalla gara successiva a Valencia Edgar Pons, in forza al Baiko Racing Team, infila tre vittorie consecutive portandosi saldamente al primo posto. Pons ottiene altre quattro vittorie nelle ultime sei prove e conquista il titolo continentale con un margine di quasi quaranta punti sul connazionale Héctor Garzó (CNS Motorsport). Al terzo posto si classifica Alessandro Zaccone, vincitore di una prova all'Estoril.
I piloti scesi in pista con motociclette Yamaha concorrono anche per una classifica separata, che prende il nome di Stock 600. Tra di essi primeggia l'italiano Alessandro Zetti che ottiene punti in tutte le prove sopravanzando di undici punti Joan Díaz e di venticinque Peetu Paavilainen, giunto terzo.

## Piloti Partecipanti[7]
| Nº | Pilota                     | Squadra                         | Motocicletta       |
| -- | -------------------------- | ------------------------------- | ------------------ |
| 2  | Heng Su                    | EasyRace Team                   | Kalex Moto2        |
| 3  | Sam Wilford                | IDWE Racing                     | Kalex Moto2        |
| 4  | Héctor Garzó               | CNS Motorsport                  | Tech 3 Mistral 610 |
| 5  | Luca de Vleeschauwer       | Nykos Racing                    | Honda              |
| 7  | Adam Norrodin              | SIC Junior Team                 | Kalex Moto2        |
| 8  | Matteo Porretta            | Grupo Machado–Came              | Kalex Moto2        |
| 9  | Keminith Kubo              | VR46 Master Camp Team           | Kalex Moto2        |
| 10 | Tommaso Marcon             | Team Ciatti - Speed Up          | Speed Up SF9       |
| 11 | Matteo Ferrari             | Gresini Laglisse Academy        | Kalex Moto2        |
| 12 | Peetu Paavilainen          | Redding – Pinamoto RS           | Yamaha YZF-R6      |
| 13 | Taiga Hada                 | Baiko Racing Team               | Kalex Moto2        |
| 16 | Álex Ruiz                  | Fundación Andreas Pérez 77      | KTM Moto2          |
| 18 | Niki Tuuli                 | Team Stylobike                  | Kalex Moto2        |
| 19 | Andi Farid Izdihar         | Astra Honda Racing Team         | Kalex Moto2        |
| 21 | Matthias Meggle            | Dynavolt Intact SIC Junior Team | Kalex Moto2        |
| 23 | Cedric Tangre              | Yohann Moto Sport               | Mistral 610        |
| 24 | Chandler Cooper            | PromoRacing                     | Kalex Moto2        |
| 25 | Marcel Brenner             | Kiefer Racing                   | KTM Moto2          |
| 26 | Mario Gómez-Caro           | KPR Innovation Team             | Yamaha YZF-R6      |
| 27 | Kasma Daniel               | Dynavolt Intact SIC Junior Team | Kalex Moto2        |
| 29 | Lyvann Luchel              | EasyRace Team                   | Yamaha YZF-R6      |
| 31 | Gerry Salim                | Astra Honda Racing Team         | Kalex Moto2        |
| 32 | Ramdan Rosli               | ONEXOX TKKR SAG Team            | Kalex Moto2        |
| 33 | Daniel Valle               | EasyRace Team                   | Kalex Moto2        |
| 35 | Barry Solis                | Baiko Racing Team               | Kalex Moto2        |
| 41 | Kevin Orgis                | Redding – Pinamoto RS           | Yamaha YZF-R6      |
| 44 | Kevin Orgis                | Redding – Pinamoto RS           | Yamaha YZF-R6      |
| 45 | Leon Orgis                 | Redding – Pinamoto RS           | Yamaha YZF-R6      |
| 47 | Aarón Polanco              | EasyRace Team                   | Yamaha YZF-R6      |
| 48 | Joan Díaz                  | DCR Racing Team                 | Yamaha YZF-R6      |
| 50 | Anupab Sarmoon             | VR46 Master Camp Team           | Kalex Moto2        |
| 51 | Matteo Ciprietti           | Team Stylobike                  | Kalex Moto2        |
| 55 | Yari Montella              | Team Ciatti - Speed Up          | Speed Up SF9       |
| 57 | Edgar Pons                 | Baiko Racing Team               | Kalex Moto2        |
| 61 | Alessandro Zaccone         | PromoRacing                     | Kalex Moto2        |
| 66 | Philippe Le Gallo          | Yamaha Laglisse                 | Yamaha YZF-R6      |
| 70 | Takeshi Ishizuka           | EasyRace Team                   | Kalex Moto2        |
| 74 | Piotr Biesiekirski         | Team Stylobike                  | Kalex Moto2        |
| 77 | Miquel Pons                | H43 Team Nobby Talasur-Blumaq   | Kalex Moto2        |
| 84 | Azlan Shah Kamaruzaman     | ONEXOX TKKR SAG Team            | Kalex Moto2        |
| 87 | Nazirul Muhammad Bahruddin | ONEXOX TKKR SAG Team            | Kalex Moto2        |
| 88 | Alessandro Zetti           | FAU55 El Senõr De Las Bolsas    | Yamaha YZF-R6      |
| 95 | Julian Mayer               | Nykos Racing                    | Nykos              |
| 95 | Julian Mayer               | EasyRace Team                   | Kalex Moto2        |
| 96 | Brandon Scott Paasch       | Baiko Racing Team               | Kalex Moto2        |

| Legenda            |
| ------------------ |
| Pilota wildcard    |
| Pilota sostitutivo |

## Calendario[3]
Dove non indicata la nazionalità si intende pilota spagnolo.
| Nº | Data         | Gran Premio         | Circuito  | Giro più veloce | Vincitore Gara     | Leader del campionato |
| -- | ------------ | ------------------- | --------- | --------------- | ------------------ | --------------------- |
| 1  | 7 aprile     | Portogallo          | Estoril   | Yari Montella   | Niki Tuuli         | Niki Tuuli            |
| 1  | 7 aprile     | Portogallo          | Estoril   | Edgar Pons      | Alessandro Zaccone | Niki Tuuli            |
| 2  | 28 aprile    | Comunità Valenciana | Valencia  | Edgar Pons      | Edgar Pons         | Edgar Pons            |
| 3  | 9 giugno     | Catalogna           | Catalogna | Edgar Pons      | Edgar Pons         | Edgar Pons            |
| 3  | 9 giugno     | Catalogna           | Catalogna | Edgar Pons      | Edgar Pons         | Edgar Pons            |
| 4  | 14 luglio    | Aragona             | Aragón    | Tommaso Marcon  | Héctor Garzó       | Edgar Pons            |
| 4  | 14 luglio    | Aragona             | Aragón    | Edgar Pons      | Edgar Pons         | Edgar Pons            |
| 5  | 29 settembre | Andalusia           | Jerez     | Héctor Garzó    | Edgar Pons         | Edgar Pons            |
| 6  | 13 ottobre   | Castiglia-La Mancia | Albacete  | Héctor Garzó    | Edgar Pons         | Edgar Pons            |
| 6  | 13 ottobre   | Castiglia-La Mancia | Albacete  | Héctor Garzó    | Héctor Garzó       | Edgar Pons            |
| 7  | 10 novembre  | Comunità Valenciana | Valencia  | Edgar Pons      | Edgar Pons         | Edgar Pons            |

## Classifica

### CEV Moto2
| Pos. | Pilota                 | Moto          | Portogallo (bandiera) | Portogallo (bandiera) | Comunità Valenciana (bandiera) | Catalogna (bandiera) | Catalogna (bandiera) | Aragona (bandiera) | Aragona (bandiera) | Andalusia (bandiera) | Spagna (bandiera) | Spagna (bandiera) | Comunità Valenciana (bandiera) | P.ti |
| ---- | ---------------------- | ------------- | --------------------- | --------------------- | ------------------------------ | -------------------- | -------------------- | ------------------ | ------------------ | -------------------- | ----------------- | ----------------- | ------------------------------ | ---- |
| 1    | Edgar Pons             | Kalex         | 2                     | 3                     | 1                              | 1                    | 1                    | 6                  | 1                  | 1                    | 1                 | Rit               | 1                              | 221  |
| 2    | Héctor Garzó           | Tech 3        | Rit                   | 4                     | 2                              | 2                    | Rit                  | 1                  | 2                  | 2                    | 2                 | 1                 | 2                              | 183  |
| 3    | Alessandro Zaccone     | Kalex         | 5                     | 1                     | 8                              | Rit                  | 4                    | 7                  | 4                  | 3                    | 5                 | 2                 | 5                              | 137  |
| 4    | Tommaso Marcon         | Speed Up      | 9                     | 6                     | 3                              | 6                    | 3                    | 4                  | 6                  | 4                    | 4                 | 3                 | 4                              | 137  |
| 5    | Niki Tuuli             | Kalex         | 1                     | 2                     | NP                             | 4                    | 2                    | 9                  | 3                  |                      |                   |                   |                                | 101  |
| 6    | Miquel Pons            | Kalex         | 4                     | Rit                   | 5                              | 7                    | 7                    | 3                  | 7                  | Rit                  | 3                 | 4                 | 20                             | 96   |
| 7    | Yari Montella          | Speed Up      | Rit                   | 5                     | 4                              | 3                    | Rit                  | 8                  | 5                  | Rit                  | 14                | NP                | 3                              | 77   |
| 8    | Ramdan Rosli           | Kalex         | 3                     | 7                     | 9                              | 20                   | 11                   | 5                  | 11                 | 7                    | 10                | NP                |                                | 68   |
| 9    | Keminith Kubo          | Kalex         | Rit                   | 19                    | 13                             | 17                   | 13                   | 10                 | 9                  | 5                    | 7                 | 6                 | 9                              | 56   |
| 10   | Kasma Daniel           | Kalex         | Rit                   | 9                     | 7                              | 14                   | 17                   | 2                  | Rit                | Rit                  | 8                 | Rit               | 8                              | 54   |
| 11   | Marcel Brenner         | KTM           | 13                    | 14                    | Rit                            | 13                   | 6                    | 26                 | NP                 | 6                    | Rit               | 5                 | 7                              | 48   |
| 12   | Anupab Sarmoon         | Kalex         | 20                    | 13                    | 24                             | 5                    | Rit                  | 11                 | 10                 | 10                   | 6                 | NP                | 11                             | 46   |
| 13   | Matteo Ferrari         | Kalex         | 7                     | 11                    | 6                              |                      |                      | 12                 | 8                  | Rit                  |                   |                   | 6                              | 46   |
| 14   | Andi Farid Izdihar     | Kalex         |                       |                       |                                | 12                   | 5                    |                    |                    | 8                    | 12                | 7                 | 26                             | 36   |
| 15   | Adam Norrodin          | Kalex         | 8                     | 15                    | 10                             | 11                   | 8                    | 13                 | 12                 |                      |                   |                   |                                | 35   |
| 16   | Matthias Meggle        | Kalex         | 6                     | 12                    | Rit                            | 8                    | Rit                  | 15                 | 15                 | Rit                  | 9                 | NP                |                                | 31   |
| 17   | Gerry Salim            | Kalex         | Rit                   | 10                    | 12                             | 18                   | 10                   |                    |                    | 9                    | 13                | Rit               | NP                             | 26   |
| 18   | Piotr Biesiekirski     | Kalex         |                       |                       | NP                             | 15                   | 14                   | NP                 | Rit                | 11                   | 11                | 8                 | 15                             | 22   |
| 19   | Matteo Ciprietti       | Kalex         | 23                    | 24                    | 14                             | 16                   | 9                    | 21                 | 16                 | Rit                  | 22                | 9                 | 13                             | 19   |
| 20   | Daniel Valle           | Kalex         | 12                    | 20                    | 11                             | 9                    | Rit                  | 16                 | 13                 |                      |                   |                   |                                | 19   |
| 21   | Azlan Shah Kamaruzaman | Kalex         |                       |                       |                                | 10                   | 12                   |                    |                    |                      |                   |                   | 10                             | 16   |
| 22   | Benigno Rene Solis     | Kalex         | Rit                   | 8                     | 17                             | Rit                  | 22                   |                    |                    |                      |                   |                   |                                | 8    |
| 23   | Cédric Tangre          | Mistral       | 10                    | 18                    | 16                             | 19                   | 16                   | 14                 |                    |                      | 18                | Rit               | Rit                            | 8    |
| 24   | Julian Mayer           | Nykos e Kalex | 16                    | 22                    | 27                             |                      |                      | 18                 | 14                 |                      | 17                | 10                | 18                             | 8    |
| 25   | Takeshi Ishizuka       | Kalex         | 24                    | 28                    | 18                             | 21                   | 15                   | 24                 | 20                 | Rit                  | 15                | 11                | 19                             | 7    |
| 26   | Chandler Cooper        | Kalex         | 11                    | 21                    | 21                             |                      |                      |                    |                    |                      |                   |                   |                                | 5    |
| 27   | Peetu Paavilainen      | Yamaha        | Rit                   | 25                    | 23                             | 25                   | 26                   | 25                 | 21                 | 14                   | 21                | 13                | 21                             | 5    |
| 28   | Joan Díaz              | Yamaha        | 14                    | 26                    | 19                             | Rit                  | Rit                  | 23                 | 17                 | 15                   | 16                | 18                | 14                             | 5    |
| 29   | Brandon Scott Paasch   | Kalex         |                       |                       |                                |                      |                      |                    |                    |                      |                   |                   | 12                             | 4    |
| 30   | Nazirul Bin Muhammad   | Kalex         |                       |                       |                                |                      |                      | 17                 | 19                 | 19                   | 24                | 12                | 24                             | 4    |
| 31   | Taiga Hada             | Kalex         |                       |                       |                                |                      |                      |                    |                    | 12                   | NP                | NP                |                                | 4    |
| 32   | Sam Wilford            | Kalex         | 15                    | 16                    |                                |                      |                      | 22                 | Rit                | 13                   | 20                | 16                | 22                             | 4    |
| 33   | Aarón Polanco          | Yamaha        |                       |                       |                                |                      |                      |                    |                    | 18                   | 23                | 14                | 16                             | 2    |
| 34   | Alessandro Zetti       | Yamaha        | 21                    | 23                    | 20                             | 23                   | 18                   | 27                 | 18                 | 17                   | 19                | 15                | 25                             | 1    |
| 35   | Álex Ruiz              | KTM           | 17                    | 17                    | 15                             |                      |                      |                    |                    |                      |                   |                   |                                | 1    |
| Pos. | Pilota                 | Moto          | Portogallo (bandiera) | Portogallo (bandiera) | Comunità Valenciana (bandiera) | Catalogna (bandiera) | Catalogna (bandiera) | Aragona (bandiera) | Aragona (bandiera) | Andalusia (bandiera) | Spagna (bandiera) | Spagna (bandiera) | Comunità Valenciana (bandiera) | P.ti |

| Legenda | 1º posto        | 2º posto            | 3º posto           | A punti      | Senza punti        | Grassetto – Pole position Corsivo – Giro più veloce |
| Legenda | Gara non valida | Non qual./Non part. | Ritirato/Non class | Squalificato | '-' Dato non disp. | Grassetto – Pole position Corsivo – Giro più veloce |

### Stock 600
Tutti i piloti che prendono parte a questa classifica utilizzano motociclette Yamaha.
| Pos. | Pilota            | Portogallo (bandiera) | Portogallo (bandiera) | Comunità Valenciana (bandiera) | Catalogna (bandiera) | Catalogna (bandiera) | Aragona (bandiera) | Aragona (bandiera) | Andalusia (bandiera) | Spagna (bandiera) | Spagna (bandiera) | Comunità Valenciana (bandiera) | P.ti |
| ---- | ----------------- | --------------------- | --------------------- | ------------------------------ | -------------------- | -------------------- | ------------------ | ------------------ | -------------------- | ----------------- | ----------------- | ------------------------------ | ---- |
| 1    | Alessandro Zetti  | 4                     | 1                     | 2                              | 1                    | 1                    | 5                  | 2                  | 4                    | 2                 | 3                 | 4                              | 201  |
| 2    | Joan Díaz         | 1                     | 3                     | 1                              | Rit                  | Rit                  | 3                  | 1                  | 2                    | 1                 | 4                 | 1                              | 190  |
| 3    | Peetu Paavilainen | Rit                   | 2                     | 4                              | 3                    | 3                    | 4                  | 3                  | 1                    | 3                 | 1                 | 3                              | 176  |
| 4    | Kevin Orgis       | 3                     | 4                     | 5                              | 2                    | 5                    | 1                  | Rit                | 3                    | 6                 | NP                | Rit                            | 122  |
| 5    | Leon Orgis        | 2                     | Rit                   | 3                              | NP                   | 4                    | 2                  | 4                  |                      |                   |                   |                                | 82   |
| 6    | Aarón Polanco     |                       |                       |                                |                      |                      |                    |                    | 5                    | 4                 | 2                 | 2                              | 64   |
| 7    | Lyvann Luchel     | 5                     | 5                     | 6                              | 5                    | 6                    |                    |                    |                      |                   |                   | 5                              | 64   |
| 8    | Philippe Le Gallo | NQ                    | NQ                    | 7                              | 6                    | 7                    | 6                  | 5                  | 6                    |                   |                   |                                | 59   |
| 9    | Mario Gómez-Caro  |                       |                       |                                | 4                    | 2                    |                    |                    |                      | 5                 | NP                |                                | 44   |
| Pos. | Pilota            | Portogallo (bandiera) | Portogallo (bandiera) | Comunità Valenciana (bandiera) | Catalogna (bandiera) | Catalogna (bandiera) | Aragona (bandiera) | Aragona (bandiera) | Andalusia (bandiera) | Spagna (bandiera) | Spagna (bandiera) | Comunità Valenciana (bandiera) | P.ti |

| Legenda | 1º posto        | 2º posto            | 3º posto           | A punti      | Senza punti        | Grassetto – Pole position Corsivo – Giro più veloce |
| Legenda | Gara non valida | Non qual./Non part. | Ritirato/Non class | Squalificato | '-' Dato non disp. | Grassetto – Pole position Corsivo – Giro più veloce |

## Sistema di punteggio
| Pos.  | 1  | 2  | 3  | 4  | 5  | 6  | 7 | 8 | 9 | 10 | 11 | 12 | 13 | 14 | 15 | 16> |
| Punti | 25 | 20 | 16 | 13 | 11 | 10 | 9 | 8 | 7 | 6  | 5  | 4  | 3  | 2  | 1  | 0   |